# 爬行者 (漫畫)
爬行者（英語：Creeper），真名傑克·萊德（英語：Jack Ryder）。是出現在DC漫畫系列中的一名虛構的人物。此角色由史蒂夫·迪特科創造，首次出現在《陳列櫥》#73（1968年3月）。

## 其他媒體

### 動畫
- 《蝙蝠俠新冒險》：由Jeff Bennett配音。
- 《超人正義聯盟》
- 《蝙蝠俠智勇悍將》：由Brian Bloom配音。

### 電子遊戲
- 《DC 超級英雄 Online》：由Leif Anders配音。
- 《蝙蝠俠：秘密系譜》：由Robert Clotworthy配音。

#### 蝙蝠俠：阿卡漢
- 在蝙蝠俠：阿卡漢系列中，記者傑克·萊德由James Horan配音[3]。
  - 《蝙蝠俠：阿卡漢瘋人院》：可以在瘋人院內的收音機聽到由他主持的「傑克·萊德秀」報導本次的事件。
  - 《蝙蝠俠：阿卡漢城市》[4]：傑克·萊德在遊戲開始後，會與布魯斯·韋恩一起被抓進阿卡漢城市。之後蝙蝠俠可在街上救下正被一群罪犯毆打的他；在阻止死亡射手的附加任務中，蝙蝠俠會從其遺落的PDA裡得知他是死亡射手預定要暗殺掉的目標之一，排在布魯斯·韋恩與蝙蝠俠之前。最後可以在教堂裡找到他。
  - 《蝙蝠俠：阿卡漢起源》：在本篇劇情結束後，進入製作人員名單時會聽到他採訪政客昆西·夏普探討小丑所引發的這次事件的後續處理方式。
  - 《蝙蝠俠：阿卡漢騎士》：可以在高譚警局的某間房間內找到他，他表示這樣的大事件身為記者絕不可錯過。在待宰羔羊（Lamb to the Slaughter）事件中他會因為找到*邪教活躍的情報而離開警局，但被黑火執事抓為人質並要當成祭品，最後被蝙蝠俠救出。

## 外部連結
- DCU Guide: The Creeper Chronology
- The Creeper at Don Markstein's Toonopedia. Archived from the original on August 27, 2015.
- The Creeper Index （页面存档备份，存于）
- Ring, Robert. The Creeper by Steve Ditko (review of trade paperback collection), The Sci-Fi Block, April 1, 2010